# Zorodictyna oswaldi
Zorodictyna oswaldi is een spinnensoort uit de familie Udubidae. De soort komt voor in Madagaskar.